# Ravenna Jazz
Ravenna Jazz ist ein seit 1974 in Ravenna an zehn Tagen im Mai (früher fünf Tage im Juli) stattfindendes Musikfestival, das sich auf die Präsentation von Modern Jazz konzentriert.
Gründer war Carlo Bubani und anfangs fand es in der Festung Rocca Brancaleone statt. Heute findet es hauptsächlich im Teatro Alighieri statt.
Es traten unter anderem auf ab Mitte der 1990er Jahre: Geri Allen, Mingus Dynasty, Tania Maria, Pat Metheny, Enrico Rava (z. B. Chet Baker Tribute 2007), Aldo Romano, Riccardo Del Fra,  Carla Bley (2007), Dianne Reeves, Al Di Meola, Randy Weston, Benny Golson, Nils Petter Molvær, Charlie Mariano mit Dieter Ilg (2002), Stefano Di Battista, Dee Dee Bridgewater, Archie Shepp, Mike Stern, Gato Barbieri, Mike Mainieri und Steps Ahead, Stefano Bollani, Roy Hargrove, Trilok Gurtu, Bill Frisell, Abdullah Ibrahim, Richard Galliano, John Scofield, Lee Konitz, Charles Lloyd und Michel Portal.
2013 traten auf Chucho Valdés, Pharoah Sanders, das Quartett des Altsaxophonisten Mattia Cigalini (* 1989), ein Trio aus Franco Ambrosetti, Uri Caine und Furio Di Castri, Rosario Giuliani, der Sänger Gino Paoli begleitet von Danilo Rea, Paolo Fresu mit dem Electronica-Musiker Martux M, Gianluca Petrella und Joshua Redman auf.

## Diskographische Hinweise
Mitschnitte einiger Konzerte des Festivals sind auf Tonträgern erschienen:
- Andrea Centazzo Mitteleuropa Orchestra: Doctor Faustus (Ictus 1983; nur das Titelstück)
- Buell Neidlinger Quartet feat. Steve Lacy: Live at Ravenna Jazz '87